# Episodi di Rizzoli & Isles (sesta stagione)
La sesta stagione della serie televisiva Rizzoli & Isles, composta da 18 episodi, è stata trasmessa in prima visione assoluta negli Stati Uniti d'America dal canale via cavo TNT dal 17 giugno 2015 al 15 marzo 2016.
In Italia è andata in onda su Premium Crime dal 4 febbraio al 2 giugno 2016.
| n° | Titolo originale            | Titolo italiano         | Prima TV USA      | Prima TV Italia  |
| -- | --------------------------- | ----------------------- | ----------------- | ---------------- |
| 1  | The Platform                | Fuga sul binario        | 17 giugno 2015    | 4 febbraio 2016  |
| 2  | Bassholes                   | Il poeta pescatore      | 24 giugno 2015    | 11 febbraio 2016 |
| 3  | Deadly Harvest              | La fattoria dei corpi   | 1 luglio 2015     | 18 febbraio 2016 |
| 4  | Imitation Game              | Il capolavoro scomparso | 8 luglio 2015     | 25 febbraio 2016 |
| 5  | Misconduct Game             | Cattiva condotta        | 15 luglio 2015    | 3 marzo 2016     |
| 6  | Face Value                  | L'assassino senza volto | 22 luglio 2015    | 10 marzo 2016    |
| 7  | A Bad Seed Girows           | L'erba cattiva          | 29 luglio 2015    | 17 marzo 2016    |
| 8  | Nice to Meet You, Dr. Isles | L'ostrica assassina     | 5 agosto 2015     | 24 marzo 2016    |
| 9  | Love Taps                   | Amore virtuale          | 12 agosto 2015    | 31 marzo 2016    |
| 10 | Sister Sister               | Il campione di razza    | 19 agosto 2015    | 7 aprile 2016    |
| 11 | Fake It 'Til You Make It    | Identità in vendita     | 26 agosto 2015    | 14 aprile 2016   |
| 12 | 05:26                       | 05:26                   | 1º settembre 2015 | 21 aprile 2016   |
| 13 | Hide and Seek               | Rapimento               | 16 febbraio 2016  | 28 aprile 2016   |
| 14 | Murderjuana                 | Morte e Marijuana       | 16 febbraio 2016  | 5 maggio 2016    |
| 15 | Scared to Death             | Paura mortale           | 23 febbraio 2016  | 12 maggio 2016   |
| 16 | East Meets West             | Il ragazzo dell'est     | 1º marzo 2016     | 19 maggio 2016   |
| 17 | Bomb Voyage                 | Campo minato            | 8 marzo 2016      | 26 maggio 2016   |
| 18 | A Shot in the Dark          | Uno sparo nel buio      | 15 marzo 2016     | 2 giugno 2016    |

## Fuga sul binario
- Titolo originale: The Platform
- Diretto da: Gregory Prange
- Scritto da: Jan Nash

### Trama
Una ragazza viene trovata morta avvolta in un tappeto. Durante l'inseguimento del sospettato nella stazione della metro, Frankie uccide accidentalmente un uomo disarmato. Inizia subito un'indagine degli Affari Interni, ma Jane continuerà di nascosto le indagini per cercare di scagionare suo fratello. Intanto Maura ha un nuovo assistente medico, Kent Drake, che ha servito in Afghanistan.

## Il poeta pescatore
- Titolo originale: Bassholes
- Diretto da: Chad Lowe
- Scritto da: Michael Sardo

### Trama
Un uomo, insegnante di poesia, viene ucciso dal dardo di una balestra mentre sta partecipando ad un torneo di pesca. Subito i sospetti ricadono sugli altri partecipanti, invidiosi del fatto che fosse in testa e che fosse il vincitore di molti tornei.

## La fattoria dei corpi
- Titolo originale: Deadly Harvest
- Diretto da: Mark Haber
- Scritto da: Ken Hanes

### Trama
Alla "fabbrica dei corpi" del BCU, un luogo dove si tengono ricerche sulla decomposizione dei cadaveri ed altri quesiti di ordine forense, viene trovato il corpo di una donna che non fa parte dei corpi oggetto di studio. La squadra indaga sulla possibilità che la donna sia stata fatta prigioniera prima della sua morte. Poco dopo, sempre alla fabbrica dei corpi viene trovato il corpo di un uomo. Frankie e Nina scoprono che i due sono una coppia scomparsa un anno prima. Intanto Jane pensa che sua madre le tenga nascosto qualcosa.

## Il capolavoro scomparso
- Titolo originale: Imitation Game
- Diretto da: Steve Robin
- Scritto da: Katie Wech

### Trama
In un vecchio frigorifero viene trovato il cadavere di un noto ladro. Jane e Korsak avviano subito le indagini, ma dovranno collaborare con un agente dell'FBI che conosce bene la vittima in quanto ricercato da tempo. Con l'aiuto di Maura e le competenze di Susie riusciranno ad arrivare al colpevole.

## Cattiva condotta
- Titolo originale: Misconduct
- Diretto da: Kate Woods
- Scritto da: Ron McGee

### Trama
Susie viene uccisa in casa sua e nascosti nel muro vengono trovate delle prove che sembra abbia sottratto dal laboratorio e una mazzetta da 5000 dollari. Jane, Frankie e Korsak esaminano i casi a cui Susie aveva lavorato, partendo dall'ultima scena del delitto che la ragazza aveva esaminato. Tutte le prove fanno pensare che Susie fosse corrotta e Maura viene sospesa in via precauzionale dal governatore. La squadra lavora senza sosta per cercare di riabilitare l'immagine di Susie e del dipartimento.

## L'assassino senza volto
- Titolo originale: Face Value
- Diretto da: Stephen Clancy
- Scritto da: Sam Lembeck, Alicia Kirk

### Trama
Una donna che adora andare in giro per negozi durante svendite e saldi, viene accoltellata mentre si trova tra la folla per  entrare in un negozio. Jane e tutta la squadra si mettono subito al lavoro e salta fuori un testimone che, purtroppo, non può aiutarli in quanto affetto da una malattia: non riesce a riconoscere i volti delle persone. L'uomo, però, riuscirà lo stesso ad aiutare Jane a catturare il colpevole.

## L'erba cattiva
- Titolo originale: A bad seed grows
- Diretto da: Christine Moore
- Scritto da: Russ Grant

### Trama
Una ragazza viene trovata morta in una gabbia nel bosco. La squadra si mette subito alla ricerca del colpevole,mentre Maura riceve la visita di un suo collega di università che fa lo psichiatra e sembra essere interessato al caso che stanno seguendo. Grazie all'intuito di Jane riescono a capire che l'uomo vuole aiutarli ma non può violare il segreto professionale. Intanto l'appartamento di Jane va a fuoco.

## L'ostrica assassina
- Titolo originale: Nice to meet you, Dr. Isles
- Diretto da: Christine Moore
- Scritto da: Russ Grant

### Trama
Un noto gioielliere dei vip muore dopo aver bevuto un drink in discoteca. Maura scopre che l'uomo è stato avvelenato con il veleno del pesce palla amazzonico. Jane e Korsak hanno un primo  sospettato, ma è molto amico del padre adottivo di Maura, un ricercatore che ha studiato parecchio il pesce palla nel suo habitat naturale e con cui Maura non parla molto.

## Amore virtuale
- Titolo originale: Love Taps
- Diretto da: Peter B. Kowalski
- Scritto da: Ron McGee, Dan Hamamura

### Trama
Il corpo di un ragazzo viene trovato sotto il ciglio di un burrone. Durante le indagini la squadra scopre che la vittima lavorava per un'app chiamata "Incontri perfetti" in cui lui fingeva di essere un fidanzato virtuale. Grazie al sempre utile aiuto di Nina riusciranno a trovare il colpevole.

## Il campione di razza
- Titolo originale: Sister sister
- Diretto da: Steve Robin
- Scritto da: Ken Hanes

### Trama
Una donna viene trovata morta nel suo giardino e tutto fa sembrare che sia stata aggredita dal suo rottweiler, addestrato per partecipare alle gare di abilità canine. Dai risultati dell'autopsia viene fuori che la donna è stata avvelenata: il veleno si trovava nel cibo per il cane e la donna l'ha ingerito. La squadra riuscirà a trovare il colpevole e a salvare il cane che rischia di essere abbattuto.

## Identità in vendita
- Titolo originale: Fake it 'til you make it
- Diretto da: Mark Haber
- Scritto da: Katie Wech

### Trama
Un ragazzo che aiuta i ragazzi di strada viene trovato morto. Durante l'identificazione della vittima viene fuori che il ragazzo aveva rubato l'identità: a Los Angeles, infatti, è stato trovato il corpo di un ragazzo, morto per strangolamento. Jane e Maura volano a Los Angeles per poter capire cosa sia successo e chi sia il colpevole. Intanto Jane è vittima di un hacker: il suo conto in banca è stato cancellato e riceve strane telefonate. Nina, grazie all'aiuto della banca, riesce a risalire al codice IP di chi ha firmato i consensi a nome di Jane e salta fuori un video in cui l'hacker fa capire di essere stato lui ad appiccare l'incendio nell'appartamento di Jane.

## 5:26
- Titolo originale: 5:26
- Diretto da: Gregory Prange
- Scritto da: Michael Sardo

### Trama
Una donna, ex tossicodipendente, viene trovata morta nel suo appartamento. Durante l'ispezione del cadavere Maura nota un tatuaggio a forma di farfalla sul polso e Frankie si accorge che il tatuaggio è lo stesso che appare sul polso dell'incendiario. Durante l'autopsia Maura scopre che la vittima trasportava droga nello stomaco e in uno dei palloncini ritrovati all'interno dello stomaco c'è l'orologio di Jane fermo sulle 5.26. Così parte una corsa contro il tempo per cercare di proteggere Jane e scoprire chi sia il suo stalker. Probabilmente la ragazza era stata pagata dallo stalker per appiccare l'incendio nell'appartamento di Jane.

## Rapimento
- Titolo originale: Hide e Seek
- Diretto da: Kevin G. Cremin
- Scritto da: Jan Nash

### Trama
Maura viene rapita per colpire Jane negli affetti a lei più cari. Tutta la squadra si mobilita per cercare di capire chi sia lo stalker e salvare Maura.

## Morte e Marijuana
- Titolo originale: Murderjuana
- Diretto da: Norman Buckley
- Scritto da: Russ Grant

### Trama
Una guardia giurata in un negozio di marijuana ferma una rapina ma viene ferita, tuttavia lui uccide uno dei ladri. La squadra si mette subito al lavoro e scava nella vita del proprietario del negozio e di sua moglie. Jane e Maura sono ancora scosse per il rapimento di Maura e Jane cerca con tutte le sue forze di proteggere Maura e Angela e di cercare il suo stalker.

## Paura mortale
- Titolo originale: Scared to death
- Diretto da: Mark Haber
- Scritto da: Ron McGee

### Trama
Una donna viene trovata morta in un edificio disabitato. La donna faceva parte del "Club del Terrore" a cui richiede di partecipare chi ha voglia di provare emozioni forti. Grazie all'organizzatore della serata, la squadra riesce a scoprire che una ragazza ha assistito all'omicidio ma pensava fosse tutta una messa in scena tipica del club. Korsack e Nina trovano l'uomo che sospettano possa essere l'hacker di Jane ma la loro scoperta porta a ulteriori domande. Intanto Korsack sta pensando di chiedere a Kiki di sposarlo.

## Il ragazzo dell'est
- Titolo originale: East meets west
- Diretto da: Mark Strand
- Scritto da: Ken Hanes

### Trama
In seguito a una sparatoria in un quartiere multietnico, la squadra indaga sulla vittima che è rimasta uccisa e finiscono per addentrarsi nel mondo delle gang dell'Europa dell'est. Grazie all'aiuto di Maura riusciranno a capire cosa sia successo e a salvare un ragazzo da morte certa.

## Campo minato
- Titolo originale: Bomb Voyage
- Diretto da: Jan Nash
- Scritto da: Jan Nash, Katie Wech

### Trama
Un uomo esplode dopo aver calpestato una mina in un parco. Durante i rilievi sul campo Korsak, inavvertitamente, calpesta il bordo di una mina e sono tutti in ansia per lui. Grazie ad una intuizione di Maura, gli artificieri sono riusciti a salvare Korsak così la squadra si mette subito al lavoro per cercare il colpevole. Intanto Angela fa un passo indietro quando Ron le offre di portarla a Parigi e Kiki si fa prendere dall'ansia per il matrimonio con Korsak. Inoltre Nina e Korsak riescono a trovare la cugina dell'hacker, ma il suo interrogatorio non porta a nulla.

## Uno sparo nel buio
- Titolo originale: A shot in the dark
- Diretto da: Gregory Prange
- Scritto da: Michael Sardo

### Trama
Nina riesce a trovare lo stalker di Jane: è Alice una donna che era in accademia di Polizia con Jane ed è appena uscita dal carcere. La macchina su cui è andata via quando è uscita dal carcere è stata collegata all'omicidio di un agente governativo avvenuto nel Maine.  La squadra si mette subito alla ricerca della donna proprio nel giorno del matrimonio di Korsak.  Finalmente Kiki e Korsak riescono a sposarsi ma all'uscita del Dirty Rubber, mentre tutti sono fuori per lanciare il riso agli sposi, Alice spara su di loro.